# 서대총
서대총(西大塚)은 고구려의 왕인 미천왕의 무덤으로 추정된다.

## 같이 보기
- 유네스코 세계유산 제1135호 고대 고구려 왕국 수도와 묘지